# Hans-Georg Dreßen
Hans-Georg Dreßen (30 dicembre 1962) è un ex calciatore tedesco, di ruolo difensore.

## Carriera
Mosse i primi passi nel SV Mannesmann Meer, prima di passare a 20 anni nel Borussia Mönchengladbach sotto la guida di Jupp Heynckes. Con i bianconeri giocò per sette anni ottenendo come miglior risultato una finale in coppa di Germania persa ai rigori con il Bayern Monaco. Nel 1989 provò ad intraprendere una nuova avventura con il Colonia, ma con scarso successo. La stagione successiva tornò infatti nuovamente al Borussia, in prestito, ma neanche stavolta riuscì a rendere al meglio ottenendo solo 5 presenze in campionato. Nel 1992, dopo un'altra stagione negativa al Colonia appese le scarpette al chiodo definitivamente.